# Sant Esteve d'en Bas
Sant Esteve d'en Bas är en ort i Spanien.   Den ligger i provinsen Província de Girona och regionen Katalonien, i den östra delen av landet, 500 km öster om huvudstaden Madrid. Sant Esteve d'en Bas ligger 485 meter över havet och antalet invånare är 1 307.
Terrängen runt Sant Esteve d'en Bas är huvudsakligen kuperad. Sant Esteve d'en Bas ligger nere i en dal.Runt Sant Esteve d'en Bas är det ganska glesbefolkat, med 42 invånare per kvadratkilometer. Närmaste större samhälle är Olot, 7,5 km norr om Sant Esteve d'en Bas. I omgivningarna runt Sant Esteve d'en Bas växer i huvudsak blandskog.